# Angela Jones
Angela Jones (Greensburg, Pensilvania, 23 de diciembre de 1968) es una actriz estadounidense. 

## Biografía
Nació en Greensburg, Pensilvania, y creció en Jeannette, Pensilvania, donde se graduó en 1986. Se graduó en la Point Park University de Pittsburgh.
Quentin Tarantino descubrió su talento en el cortometraje Curdled (1991), dirigido por Reb Braddock. Tarantino se impresionó con su actuación y quiso contar con ella para Pulp Fiction (1994). 
En Pulp Fiction hizo el papel de Esmarelda Villalobos, la conductora colombiana del taxi que recoge a Butch Coolidge (Bruce Willis), el boxeador.

## Filmografía
- The Caper (2007).... Natalie Rider
- House at the End of the Drive (2006).... Felicia
- Family Secrets (2001)
- Man on the Moon (1999).... Hooker
- Shasta McNasty.... Rosana (un episodio, "The Menace from Venice", 1999)
- Fixations (1999).... Julia
- Ajuste de cuentas (1998).... Kim
- Children of the Corn V: Fields of Terror (1998).... Charlotte
- Pariah (1998).... Angela
- Morella (1997).... Dr. Patricia Morella/Sarah Lynden
- Curdled (largometraje) (1996).... Gabriela
- Underworld (1996).... Janette
- ER.... Michelle (un episodio, "Motherhood", 1995)
- Pulp Fiction (1994).... Esmarelda Villalobos
- Strapped (1993) (telefilme).... Woman At Clinic
- Testigo oculto (1993).... Morocha en la furgoneta
- Curdled (cortometraje) (1991).... Gabriela Ponce
- Terrorgram (1988).... Biker Bitch